# 8 de agosto nos Jogos Olímpicos de Verão de 2016
8 de agosto de 2016 nos Jogos Olímpicos de Verão de 2016 foi o sexto dia de competições.

## Esportes
| - Basquetebol - Boxe - Canoagem - Esgrima - Ginástica - Halterofilismo - Handebol - Hipismo | - Hóquei sobre a grama - Judô - Natação - Polo aquático - Remo - Rugby sevens - Saltos ornamentais | - Tênis - Tênis de mesa - Tiro - Tiro com arco - Vela - Voleibol - Voleibol de praia |

## Campeões do dia
| Evento                                                              | Ouro                                                                          | Prata                                                                                        | Bronze                                                            |
| ------------------------------------------------------------------- | ----------------------------------------------------------------------------- | -------------------------------------------------------------------------------------------- | ----------------------------------------------------------------- |
| Tiro - Carabina de ar 10 m masculino                                | Niccolò Campriani ITA Itália                                                  | Serhiy Kulish UKR Ucrânia                                                                    | Vladimir Maslennikov RUS Rússia                                   |
| Tiro - Carabina de ar 10 m masculino                                | Niccolò Campriani ITA Itália                                                  | Serhiy Kulish UKR Ucrânia                                                                    | Vladimir Maslennikov RUS Rússia                                   |
| Tiro - Fossa olímpica masculino                                     | Josip Glasnović CRO Croácia                                                   | Giovanni Pellielo ITA Itália                                                                 | Edward Ling GBR Grã-Bretanha                                      |
| Halterofilismo - Até 58 kg feminino detalhes                        | Sukanya Srisurat THA Tailândia                                                | Pimsiri Sirikaew THA Tailândia                                                               | Kuo Hsing-chun TPE Taipé Chinês                                   |
| Saltos ornamentais- Plataforma 10 m sincronizado masculino detalhes | Chen Aisen Lin Yue CHN China                                                  | David Boudia Steele Johnson USA Estados Unidos                                               | Tom Daley Daniel Goodfellow GBR Grã-Bretanha                      |
| Ginástica artística - Equipes masculinas detalhes                   | Ryohei Kato Kenzo Shirai Yusuke Tanaka Kohei Uchimura Koji Yamamuro JPN Japão | Denis Abliazin David Belyavskiy Ivan Stretovich Nikolai Kuksenkov Nikita Nagornyy RUS Rússia | Deng Shudi Lin Chaopan Liu Yang You Hao Zhang Chenglong CHN China |
| Judô - Até 57 kg feminino detalhes                                  | Rafaela Silva BRA Brasil                                                      | Dorjsürengiin Sumiyaa MGL Mongólia                                                           | Telma Monteiro POR Portugal Kaori Matsumoto JPN Japão             |
| Judô - Até 73 kg masculino detalhes                                 | Shohei Ono JPN Japão                                                          | Rustam Orujov AZE Azerbaijão                                                                 | Lasha Shavdatuashvili GEO Geórgia Dirk Van Tichelt BEL Bélgica    |
| Esgrima - Sabre individual feminino detalhes                        | Yana Egorian RUS Rússia                                                       | Sofiya Velikaya RUS Rússia                                                                   | Olha Kharlan UKR Ucrânia                                          |
| Rugby sevens - Feminino detalhes                                    | AUS Austrália                                                                 | NZL Nova Zelândia                                                                            | CAN Canadá                                                        |
| Halterofilismo - Até 62 kg masculino detalhes                       | Oscar Albeiro Figueroa Mosquera COL Colômbia                                  | Eko Yuli Irawan INA Indonésia                                                                | Farkhad Kharki KAZ Cazaquistão                                    |
| Natação - 200 m livre masculino detalhes                            | Sun Yang CHN China                                                            | Chad le Clos RSA África do Sul                                                               | Conor Dwyer USA Estados Unidos                                    |
| Natação - 100 m costas feminino detalhes                            | Katinka Hosszú HUN Hungria                                                    | Kathleen Baker USA Estados Unidos                                                            | Kylie Masse CAN Canadá Fu Yuanhui CHN China                       |
| Natação - 100 m costas masculino detalhes                           | Ryan Murphy USA Estados Unidos                                                | Xu Jiayu CHN China                                                                           | David Plummer USA Estados Unidos                                  |
| Natação - 100 m peito feminino detalhes                             | Lilly King USA Estados Unidos                                                 | Yuliya Yefimova RUS Rússia                                                                   | Katie Meili USA Estados Unidos                                    |